# قضاء زحلة
قضاء زحلة هو أحد أقضية محافظة البقاع الثلاثة وقلبها، ويعتبر قضاء زحلة مركزه الاقتصادي، حيث أن جزءاً لا يستهان به من النشاط الاقتصادي اللبناني يتمركز فيه.
واسم زحلة يعني زحل أي تحرك من مكانه. وربما سميت نسبة إلى اسم الملك الزحلان بن هلال. كما أطلقت عليها تسميات عدة: دار السلام – وادي السباع – وادي النمورة – عروس لبنان – جارة الوادي. كما تسمى زحلة بمدينة الخمر والشعر .

## الموقع الجغرافي والسكان
تقع مدينة زحلة على سفح جبل صنين، ويحتل قضاء زحلة موقعا جغرافيا مميزا بالنسبة للبقاع يربط شماله بجنوبه، وموقعا استراتيجيا في وسط الطريق الدولية بين بيروت ودمشق، مما جعل من شتورا إحدى بلدات القضاء مركزا تجاريا وسياحيا نشطا على مدار السنة. يحده من الشمال قضاء بعلبك ومن الشرق الحدود مع سوريا ومن الجنوب قضاء البقاع الغربي ومن الغرب محافظة جبل لبنان وتبلغ مساحته 4% من مساحة لبنان الإجمالية أي ما يعادل 418 كيلومترا مربعا أكثر من ثلثها أراض زراعية مروية.
يبلغ عدد سكان القضاء 144500 نسمة تقريبا أي ما يعادل 3.4% من اجمالي عدد السكان، يتوزعون على 39 بلدة في 29 منها مجالس بلدية منتخبة. مركز القضاء زحلة مسقط رأس أهم شعراء العرب المعاصرين سعيد عقل، وهي مدينة الاصطياف ذات النشاط الثقافي والسياحي المميز .
تعتبر قضاء زحلة واحدة من أكثر المناطق تنوعًا في لبنان. ما يقرب من 45-50% من السكان هم من الطائفة المسيحية، مع جزء بارز هم من كنيسة الروم الملكيين الكاثوليك. ما تبقى من 45-50% من السكان هم من الطائفة المسلمة، والتي تنتمي غالبيتهم إلى الطوائف السُنيَّة والشيعية. المنطقة هي أيضاً موطن للسكان الأرمن الأرثوذكس والكاثوليك، والذين يقيمون تاريخياً بالقرب من منطقة عنجر في المنطقة.

## زحلة في التاريخ
كانت هذه المدينة طول تاريخها مأوىً لكل مضطهد ولاجئ من مختلف الطوائف. منذ نشوئها عام 1711، تجمعت في زحلة عائلات بغالبيتها مسيحية، إضافة إلى سكانها الأصليين من الشيعة.
بدأت زحلة تجمعها بثلاثة أحياء قرب كنيسة سيدة الزلزلة أول كنيسة بُنيت في مطلع القرن الثامن عشر. وكان مصدر العائلات المسيحية من بعلبك ورأس بعلبك والفرزل. وقد استطاع الزحليون إثبات وجودهم وقوتهم، فأحبهم حكام الجبل وأمراؤه، واتكلوا على بأسهم وشجاعتهم في كثير من المعارك والحروب. وخلع عليهم الأمير بشير الثاني الشهابي لقب المشيخة منذ 1820 فاستطاعوا تسلم سلطة البلدة وطردوا الوكلاء المستبدين، وحكموا مدينتهم بأنفسهم منذ 1825 وشكّلوا عام 1855 مجلساً من أعيان زحلة كان بمثابة الجمهورية الأولى في الشرق وكان لهذا المجلس ختم مجزأ كان حين تلتئم الأجزاء السبعة منه يصبح القرار عبره نافذاً.
أحرقت زحلة ثلاث مرات عام 1777 و1791. وكان حريقها ونكبتها الكبرى عام 1860. لكن بعد هذا التاريخ وفي زمن المتصرفية، استطاعت زحلة النهوض وإعادة البناء. فعادت أقوى وعمرت أكثر وأصبحت «ميناء البقاع وسوريا» البري ومركز الأغلال والتجارة بين بيروت وشمال الأردن ودمشق والموصل وبغداد، وسُمّيت مدينة قبل العاصمة بيروت.
خلال فترة المتصرفية وبعد عام 1861 أنشئ مجلسها البلدي عام 1878، وبني السراي الحكومي القديم عام 1885 ونشطت الهجرة منها وأنجز خط السكة الحديدية الذي وصل عام 1885 زحلة ببيروت وحوران مما سهل الأسفار وروج التجارة وحسن الأعمال.
وفي مطلع القرن العشرين، شهدت زحلة نهضة تربوية وفكرية وسياحية كبيرة. لكن الحرب أعاقت تقدمها، وأبهظت كاهل أبنائها. حيث إن بعام 1914 دخلها جمال باشا التركي وجعل مقره فندق قادري جاعلاً منه مستشفى لجيشه وصادر مستودعات الغلال والحبوب ونكل بالأهالي.
في نهاية الحرب العالمية الأولى انتدبت فرنسا على لبنان تطبيقاً لمعاهدة سايكس بيكو الشهيرة عام 1916 وأعلن الجنرال غورو من فندق قادري في زحلة في 3 أغسطس 1920 ضم الأقضية الأربعة (البقاع وبعلبك وحاصبيا وراشيا) واعتبارها أساساً للبنان الكبير الذي أعلنه في بيروت في 1 سبتمبر 1920 وما زالت حدوده حدود لبنان المعترف بها اليوم دولياً.
وخلال فترة الانتداب شهدت المدينة تقدماً عمرانياً وإدارياً واقتصادياً، فنشطت تجارتها وأعمالها، وساعد الفرنسيون الأهالي على تنظيم مؤسساتهم وإداراتهم. وكذلك برزت أول نقابة عمالية في زحلة عام 1923 برئاسة رشيد سويد. وكان لبعض رجالات زحلة أمثال شبل دموس وموسى نمور وغيرهم اليد الطولى في وضع الدستور اللبناني عام 1926.
وفي عام 1948 كان المقدم في الجيش اللبناني مخايل أبو طقة الزحلي الأول من وضع العلم اللبناني في المالكية في فلسطين وذلك في الحرب مع إسرائيل، وكانت نواة الجيش اللبناني قد انطلقت منها عام 1926 عبر فرقة القناصة.
بعام 1942 زار الجنرال ديغول زحلة وطمأن الأهالي إلى بوادر النصر في الحرب العالمية الثانية.
بعد الاستقلال عام 1943 استطاعت زحلة أن تستعيد حيويتها فازدهرت فيها الأعمال حتى عام 1975 بداية الحرب الأهلية اللبنانية، حيث شهدت ركوداً كباقي المناطق اللبنانية.
لكن ذلك لم يستمر طويلا حيث استعادت حركتها وعمرانها بعد فترة. وكان عام 1989 حيث اُنتخب أحد أبنائها إلياس الهراوي رئيساً للجمهورية اللبنانية، مما اعتبر تجسيداً للإرادة الوطنية الحقة عند الفرد الزحلاوي.

## الوضع الاقتصادي في زحلة
تميزت زحلة كما سهل البقاع بالزراعة، وبالدرجة الأولى زراعة الكرمة. كما اشتهرت بزراعة التوت قديماً لتربية دود القز واستخراج الحرير، وبزراعة الزيتون. أما اليوم فإلى جانب العنب فإن أشهر مزروعاتها الخضار والفواكه والحبوب. كما اشتهرت قديماً بتربية الخيول العربية وتأصيلها، أما اليوم فليس لها عناية بها، وازدهر قطاع تربية الدواجن والأبقار.
أما صناعاتها التي اشتهرت قديماً فالحرير والخام والنسيج والدباغة والصباغة والحدادة والقردحة. وأشهرها على الإطلاق صناعة العرق والخمور، فالزحليون كانوا أول من حمل للجنرال نابليون بونابرت وعسكره عام 1797 الخمور إلى عكا حين حاصرها، وقد أحصي في مطلع القرن العشرين ما يزيد على الثلاثين خمارة في زحلة، إضافة إلى معامل النبيذ في كسارة عند الآباء اليسوعيين والمشروبات الروحية في شتورا مع آل بولاد وبران، وما زالت هذه الصناعة مزدهرة حتى اليوم.
وتعد زحلة اليوم وضواحيها الآن من أهم المراكز الصناعية في لبنان. ففيها المعامل المختلفة للمشروبات الروحية والألبان والأجبان وتعليب الخضار والفواكه، إضافة إلى صناعات البلاستيك والنايلون والمفروشات والجلود والأحذية والزجاج والبلاط والسجاد والحلويات والسكر والسكاكر والورق الصحي والكرتون والتجهيزات المنزلية.
أما تجارتها، فهي المردود الأكبر للزحلي الذي عرف منذ القدم تاجراً للأغنام والحبوب والغلال على أنواعها. فزحلة هي مدينة الوسط في السهل الخصيب ومفتاح الجبل وخط الوصل البري في لبنان بين بيروت ودمشق وباقي دول العالم العربي والأجنبي.

## البلديات
| البلدية                                | عدد الأعضاء في المجلس البلدي |
| -------------------------------------- | ---------------------------- |
| ابلح                                   | 12                           |
| الفرزل                                 | 15                           |
| المريجات                               | 12                           |
| الناصرية                               | 9                            |
| النبي ايلا                             | 9                            |
| بر إلياس                               | 18                           |
| بوارج                                  | 12                           |
| تربل                                   | 15                           |
| تعلبايا                                | 15                           |
| جديتا                                  | 15                           |
| حزرتا                                  | 15                           |
| حي الفيكاني                            | 12                           |
| دير الغزال ‏                            | 9                            |
| رعيت                                   | 12                           |
| رياق+حوش حالا                          | 15                           |
| زحلة - معلقة +التويته +الكرمه + تعنايل | 21                           |
| سعدنايل                                | 15                           |
| شتورة                                  | 9                            |
| علي النهري                             | 12                           |
| عنجر (حوش موسى)                        | 12                           |
| عين كفرزبد                             | 12                           |
| قاع الريم                              | 12                           |
| قب الياس + وادي الدلم                  | 18                           |
| قوسايا                                 | 9                            |
| كفرزبد                                 | 15                           |
| ماسا                                   | 9                            |
| مجدل عنجر                              | 18                           |
| مكسة                                   | 9                            |
| نيحا                                   | 12                           |